# Greg Smith (atleta)
Gregory Stephen Smith (Ballarat, 19 agosto 1967) è un atleta paralimpico australiano.
Ha vinto tre medaglie d'oro paralimpiche nell'atletica leggera ai Giochi di Sydney 2000 e una medaglia d'oro ai Giochi di Londra 2012 nel rugby in carrozzina, dove è stato anche portabandiera per la rappresentativa australiana durante la cerimonia d'apertura.

## Biografia
Smith è nato il 19 agosto 1967 a Ballarat, in Victoria. Si è rotto il collo in un incidente d'auto nel 1987 mentre era istruttore di addestramento con l'esercito australiano. L'incidente lo ha limitato nei movimenti dal petto in giù. Ha attraversato un anno e mezzo di estenuante riabilitazione, ma la sua vita è diventata di nuovo attiva nel 1988 dopo che un altro paziente gli ha prestato una sedia a rotelle da corsa.

### Atletica leggera

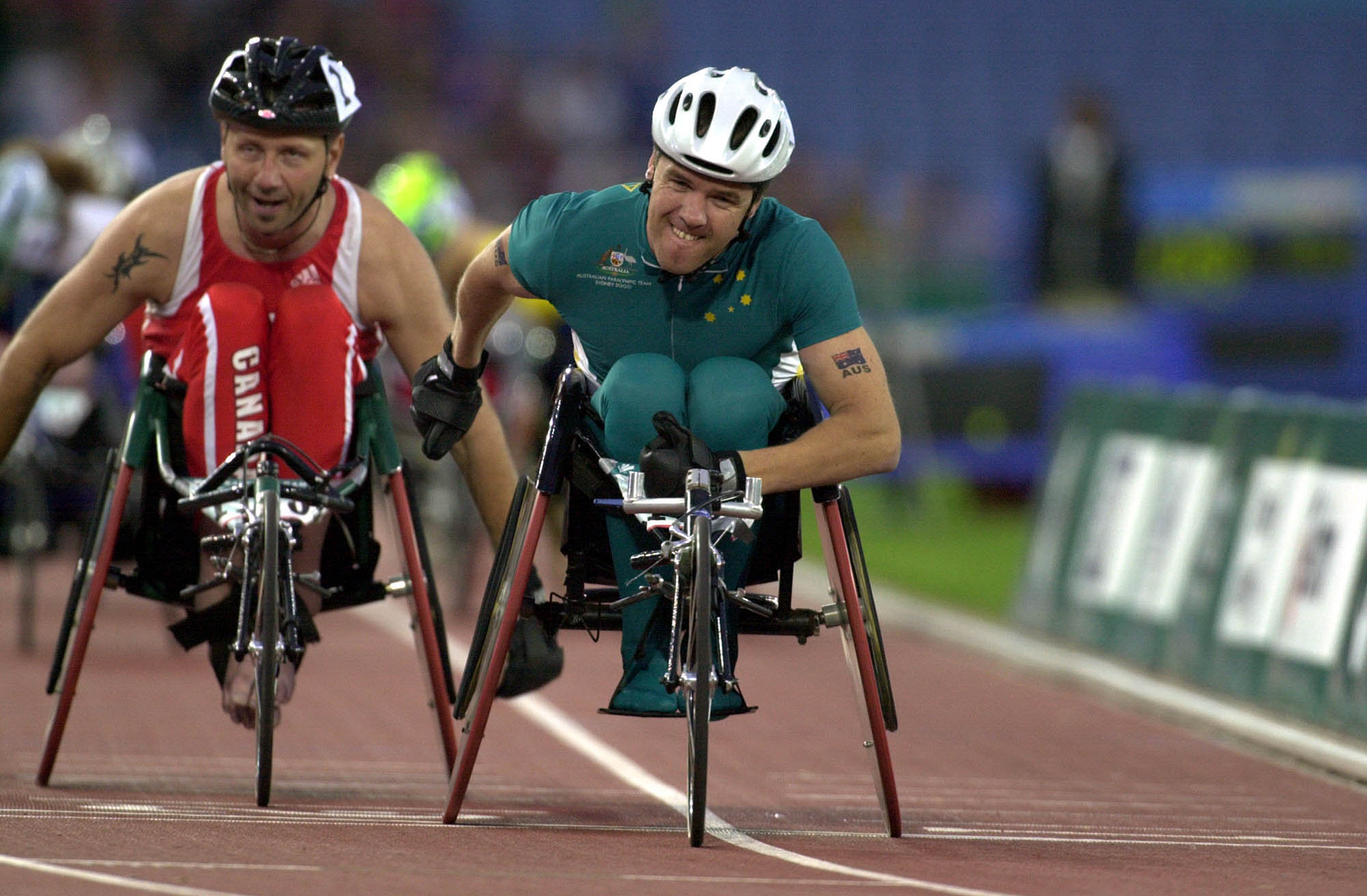
Smith (a destra) durante la gara degli 800 m piani T52, dove conquistò la medaglia d'oro, ai Giochi di Sydney 2000

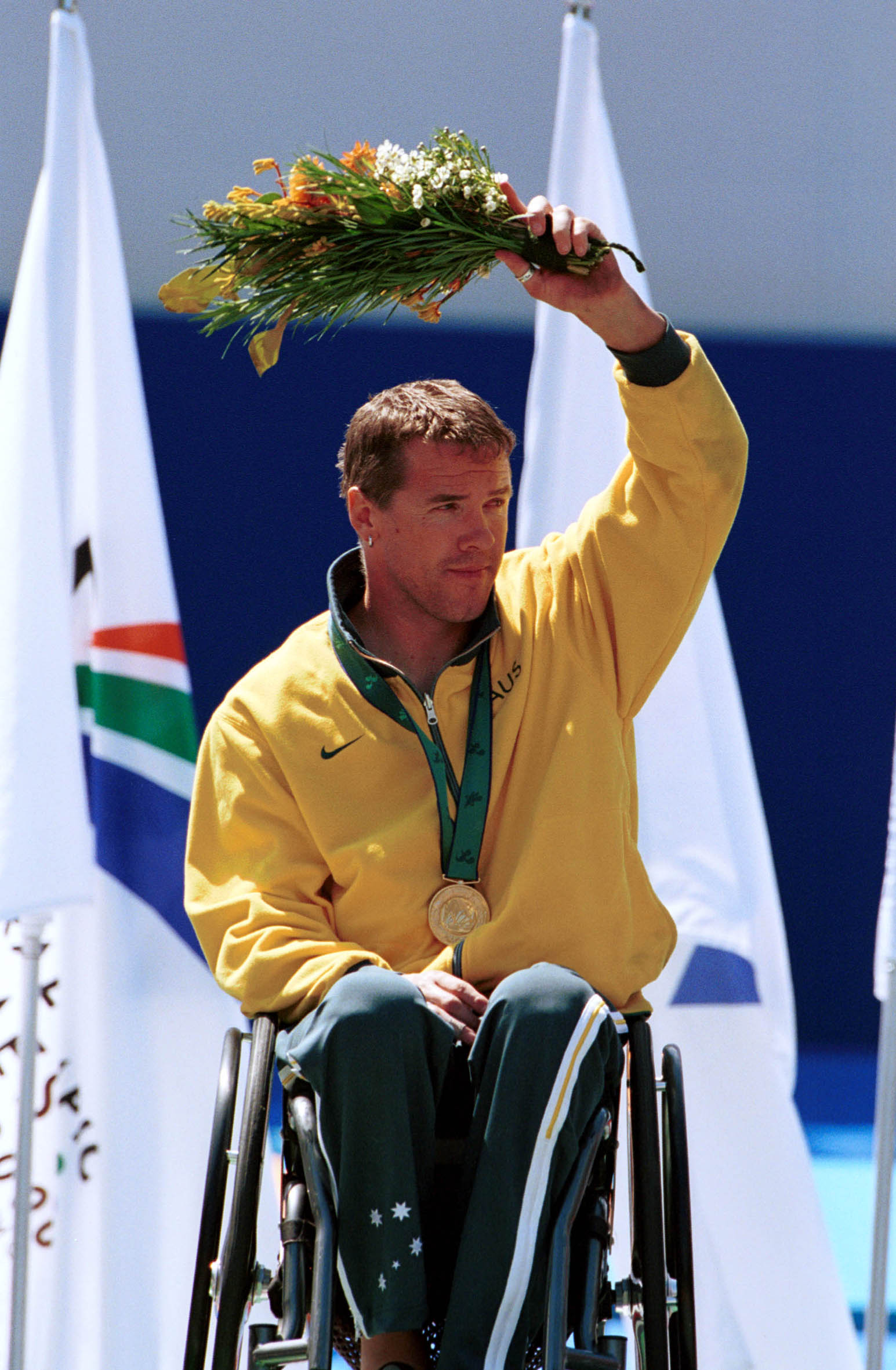
Smith celebra la vittoria della medaglia d'oro nella gara dei 5000 m T52 ai Giochi di Sydney 2000

Smith conquistò il suo primo alloro ai Campionati e Giochi mondiali per disabili del 1990 ad Assen, dove vinse la staffetta 4×100 metri. In seguito, ai Giochi paralimpici di Barcellona 1992 ottenne una medaglia d'argento nella staffetta 4×100 metri e due bronzi nella maratona e nella staffetta 4×400 metri. Nel 1992, ricevette una borsa di studio per il Victorian Institute of Sport mentre tre anni dopo, riceve una borsa di studio per atleti disabili all'Australian Institute of Sport.
Ai Giochi di Atlanta 1996 vince la medaglia d'argento nei 5000 metri piani mentre a Sydney 2000 vince ben tre medaglie d'oro nelle gare degli 800, 1500 e 5000 metri piani. Questi successi gli valgono il conferimento della medaglia dell'Ordine dell'Australia. Ai mondiali di Birmingham 1998 vince quattro medaglie d'oro nelle gare degli 800, 1500, 5000 metri piani e maratona.

### Rugby in carrozzina

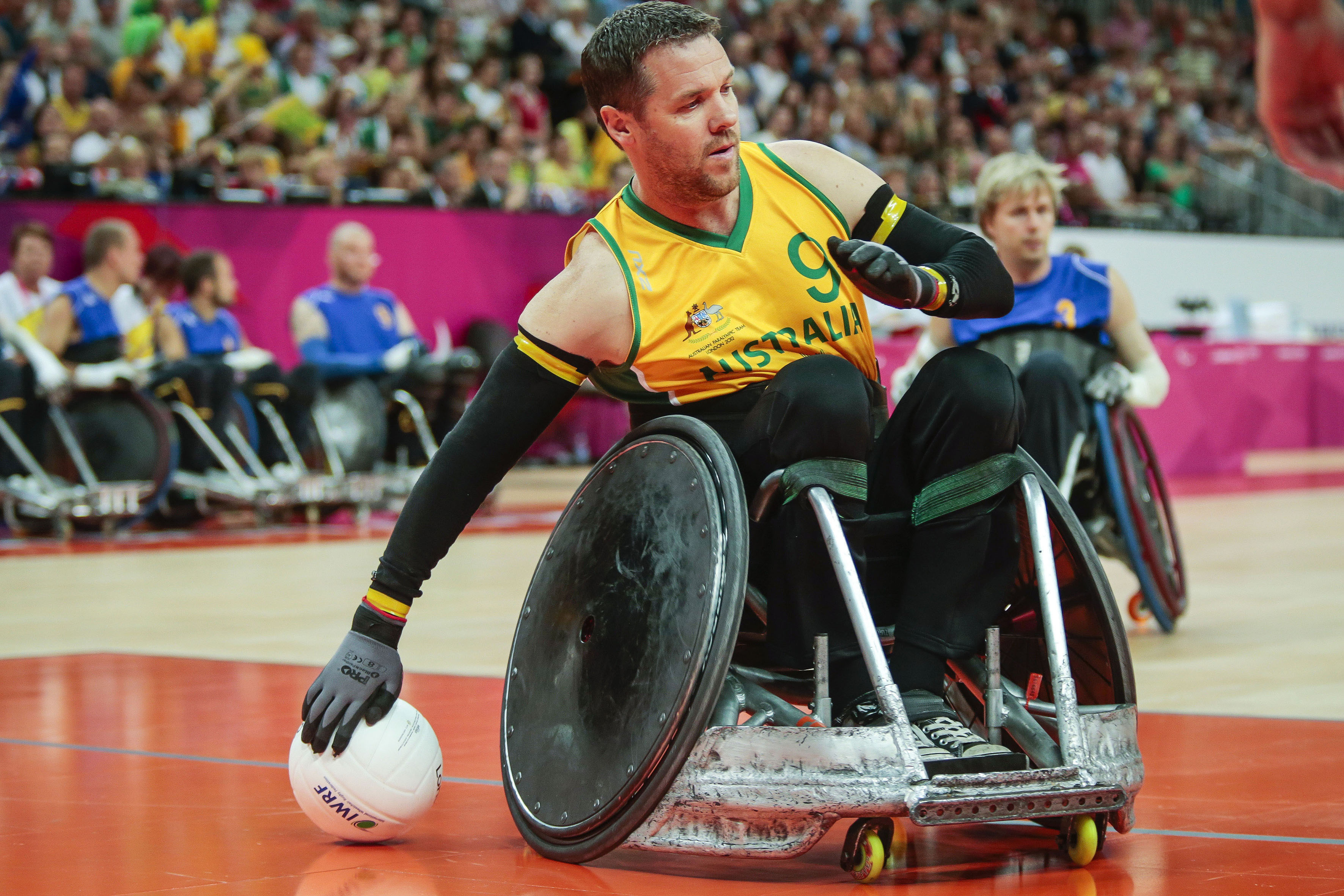
Smith gioca a rugby in carrozzina durante i Giochi di Londra 2012

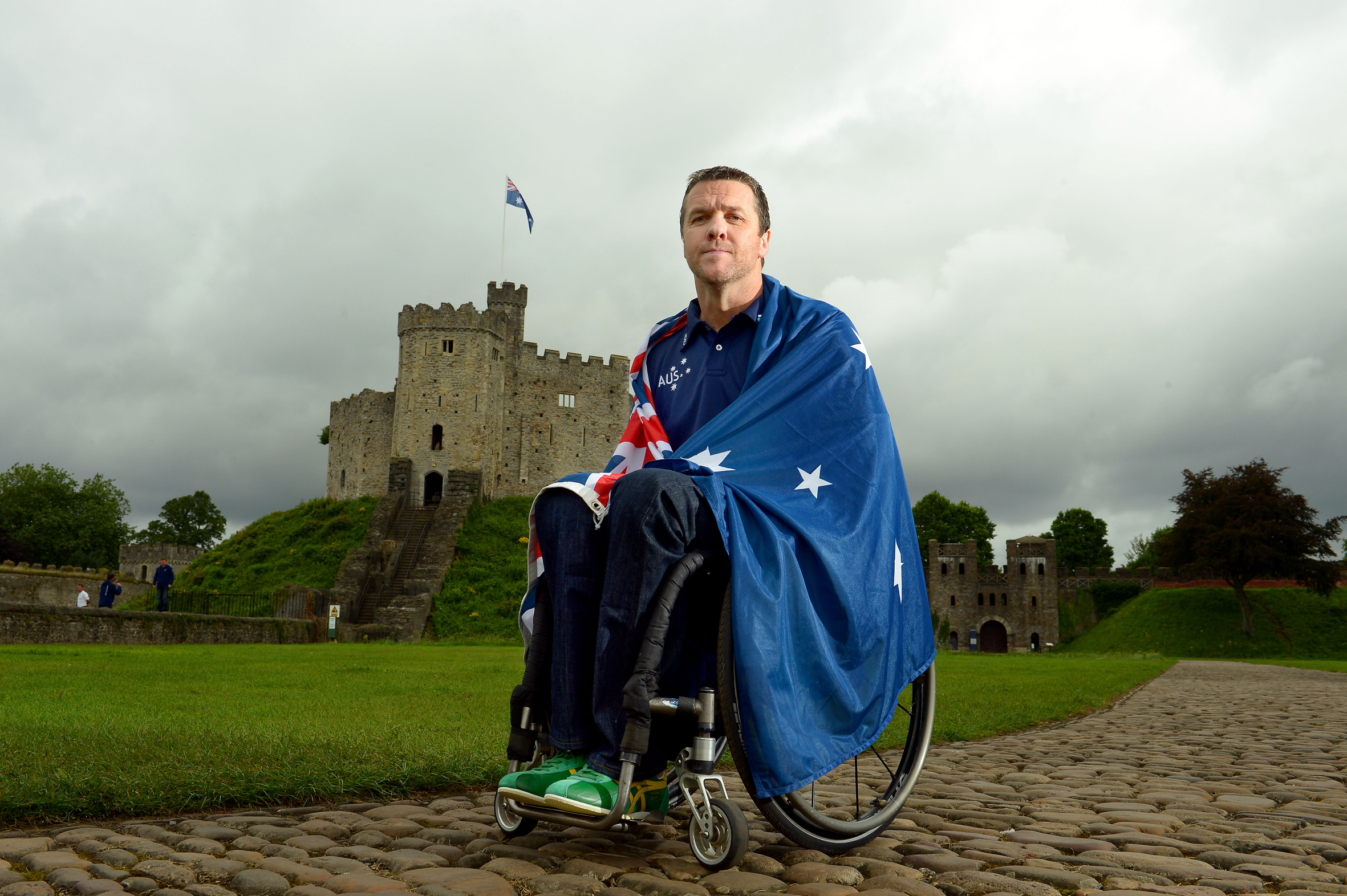
Smith, avvolto dalla bandiera australiana, fuori dal castello di Cardiff dopo essere stato indicato come alfiere dell'Australia alla cerimonia d'apertura di Londra 2012

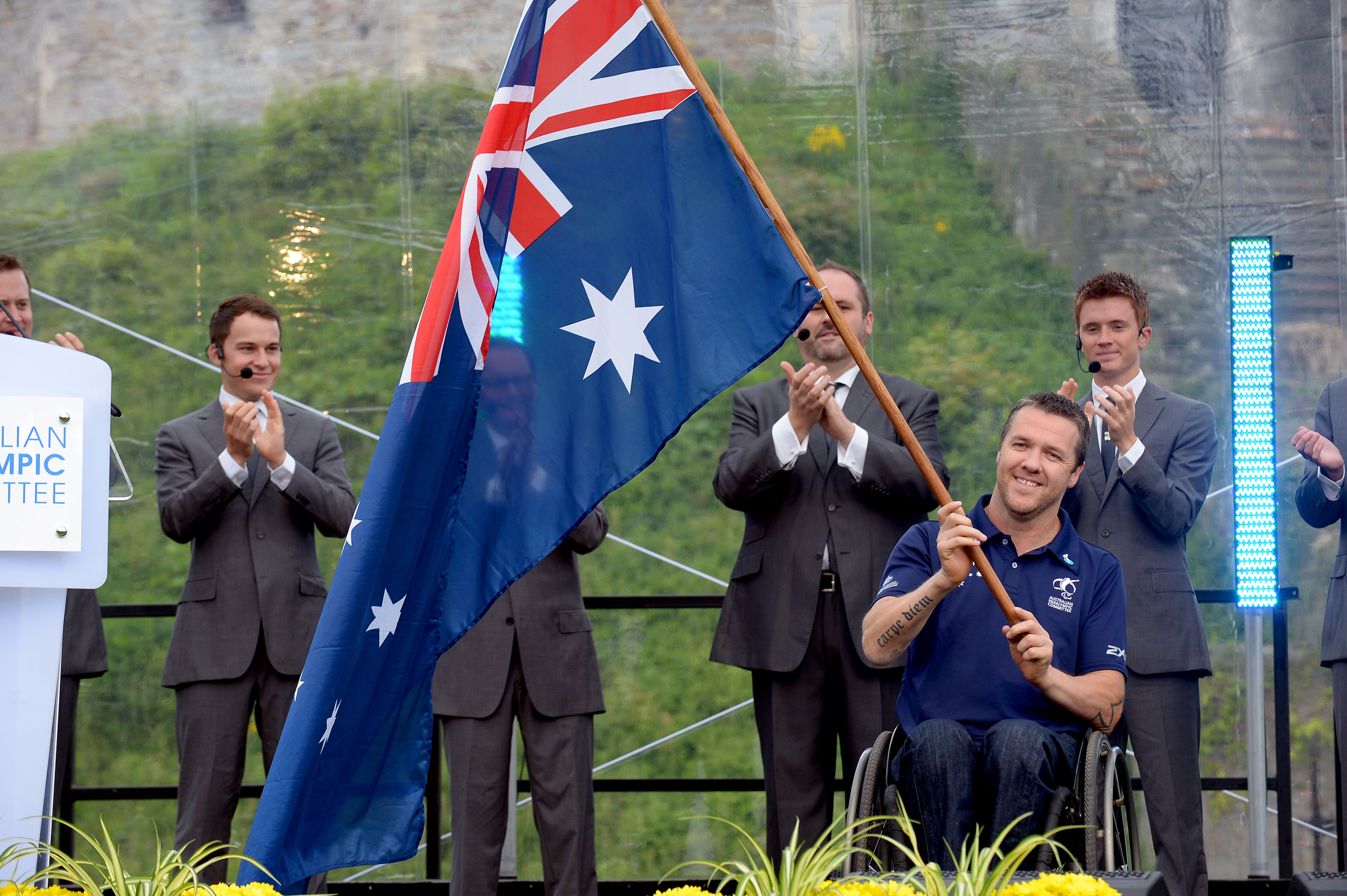
La cerimonia del 21 agosto 2012, dove Smith era stato annunciato come portabandiera per l'Australia

Smith si ritirò dall'atletica leggera nel 2002. Dopo due anni di inattività, sceglie di praticare il rugby in carrozzina e alla fine della sua prima stagione viene proclamato MVP e miglior nuovo talento della Lega nazionale all'interno del New South Wales State League. Nel 2006, è convocato in nazionale in occasione del torneo internazionale Canada Cup. Ai Giochi di Pechino 2008, fa parte della squadra mista che vince la medaglia d'argento. Dopo la Paralimpiade, decide di ritirarsi e di fare l'assistente allenatore. Nel 2010, torna sui suoi passi e decide di tornare a giocare. Fa parte della nazionale australiana che vincerà la medaglia d'oro ai Giochi paralimpici di Londra 2012, in cui sarà portabandiera della squadra australiana durante la cerimonia d'apertura. Dopo questa ennesima vittoria in carriera, decide di ritirarsi dallo sport praticato.
Ai mondiali di rugby in carrozzina di Sydney 2018, è assistente allenatore della nazionale australiana, arrivata seconda dopo la sconfitta in finale contro il Giappone.

## Palmarès

### Atletica leggera
| Anno | Manifestazione                            | Sede       | Evento           | Risultato | Prestazione | Note |
| ---- | ----------------------------------------- | ---------- | ---------------- | --------- | ----------- | ---- |
| 1990 | Campionati e Giochi mondiali per disabili | Assen      | 4×100 m T1       | Oro       |             |      |
| 1992 | Giochi paralimpici                        | Barcellona | Maratona TW2     | Bronzo    | 2h03'59"    |      |
| 1992 | Giochi paralimpici                        | Barcellona | 4×100 m TW1–2    | Argento   | 1'13"22     |      |
| 1992 | Giochi paralimpici                        | Barcellona | 4×400 m TW1–2    | Bronzo    | 4'54"88     |      |
| 1994 | Mondiali paralimpici                      | Berlino    | 5000 m piani T51 | Oro       | 14'40"69    |      |
| 1996 | Giochi paralimpici                        | Atlanta    | 5000 m piani T51 | Argento   | 13'39"90    |      |
| 1998 | Mondiali paralimpici                      | Birmingham | 800 m piani T52  | Oro       | 2'20"61     |      |
| 1998 | Mondiali paralimpici                      | Birmingham | 1500 m piani T52 | Oro       | 4'12"43     |      |
| 1998 | Mondiali paralimpici                      | Birmingham | 5000 m piani T52 | Oro       | 14'26"87    |      |
| 1998 | Mondiali paralimpici                      | Birmingham | Maratona T52     | Oro       | 2h18'45"    |      |
| 2000 | Giochi paralimpici                        | Sydney     | 800 m piani T52  | Oro       | 2'08"91     |      |
| 2000 | Giochi paralimpici                        | Sydney     | 1500 m piani T52 | Oro       | 4'05"93     |      |
| 2000 | Giochi paralimpici                        | Sydney     | 5000 m piani T52 | Oro       | 13'46"59    |      |